# Dicranota cayuga
Dicranota (Rhaphidolabis) cayuga là một loài ruồi trong họ Pediciidae. Chúng phân bố ở vùng sinh thái Nearctic.